# Mély agyi stimuláció
A mély agyi stimuláció (angolul: deep brain stimulation (DBS)) az elmúlt  húsz évben[mikor?] a mozgászavarok egyik meghatározó kezelésévé nőtte ki magát. A módszer alkalmazásával jelentős áttörést lehetett elérni a Parkinson-kór – gyógyszeresen már csak korlátozottan kezelhető – késői fázisának terápiájában, illetve bizonyos típusú remegések és disztóniák tüneti kezelésében. Az eljárás ugyanakkor továbbra is kísérleti szakaszban van. A rövidtávú mellékhatások között van az öngyilkossági kockázat is.

## A kezelés

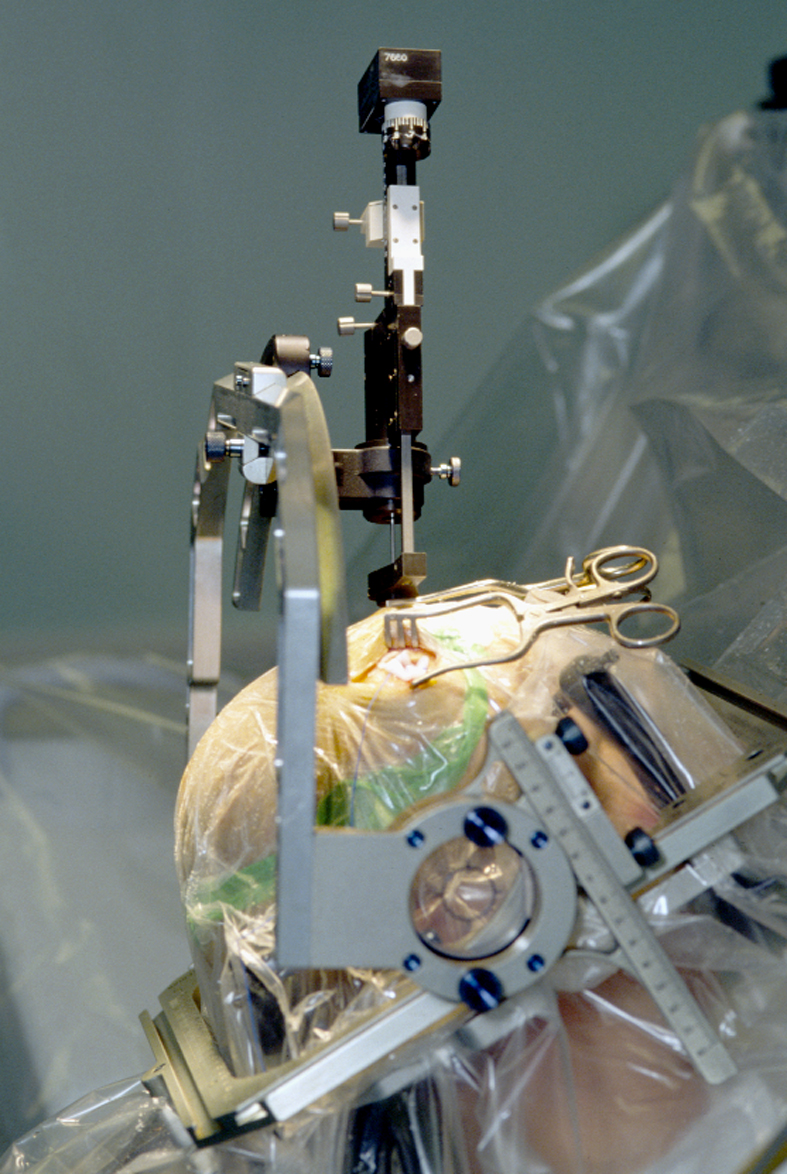
Elektródák beültetése egy parkinsonos műtét alatt

A mélyagyi stimuláció során nagy frekvenciájú elektromos áram segítségével bizonyos agyi területeket, központokat ingerlünk. A legtöbb mozgászavar esetében a tünetek megjelenéséért felelős idegrendszeri központok az agyvelő mélyebb területein (az úgynevezett magokban) helyezkednek el. Magas frekvenciájú ingerelést (más néven stimulációt) alkalmazva a funkciójukban gátoljuk ezeket a magokat felépítő idegsejteket és nyúlványaikat. Ilyenkor az idegsejtek a stimuláció miatt nem képesek a betegség bizonyos tüneteiért felelős kóros üzeneteket, utasításokat kiadni és továbbítani.
Fontos hangsúlyozni, hogy a mélyagyi stimuláció csak tüneti kezelés, a mai ismereteink szerint nem tudja megállítani a betegség előrehaladását, és nem is képes gyógyítani azt.

## A kezelés csoportosítása

### Célterület szerint
Több magcsoportot stimulálhatunk az adott betegség és a klinikai tünetek függvényében, mert az eltérő magok stimulációja más és más tünetek javulását eredményezi. A jelenleg rutinszerűen alkalmazott célpontok alapján talamikus, szubtalamikus és pallidális stimulációt különíthetünk el.

### Oldaliság szerint
A mélyagyi stimuláció másik jellemzője az oldaliság. Az egyoldali beavatkozás az ellenoldali tüneteket képes javítani, például a bal stimuláció a jobb oldali tüneteket képes enyhíteni. Kétoldali stimuláció esetén értelemszerűen kétoldali javulás várható.

## A stimuláció rövid jellemzése
A roncsolásos műtétekkel szemben a mélyagyi stimulátor alkalmazása sokkal korszerűbb, azonban jelentősen drágább megoldás. Stimuláció során egy beültetett elektróda segítségével a célterületen magas frekvenciájú ingerlést alkalmaznak. Mivel a stimuláció az idegsejteket csak működésükben gátolja, és nem okoz roncsolást, ezért a gátlás a stimuláció kikapcsolásával bármikor felfüggeszthető. Tehát ha a későbbiekben a mélyagyi stimulátornál hatékonyabb eljárás kerül kidolgozásra (ilyen ígéretes próbálkozás például az őssejt-beültetés), akkor az új eljárás elvégezhető, mivel a stimulátor nem okoz visszafordíthatatlan károsodást. Annak ellenére, hogy a kétoldali stimuláció biztonságosabb a kétoldali roncsolásnál, sajnos a stimulátor beültetésekor bizonyos szövődmények, mellékhatások előfordulási gyakorisága nagyobb lehet. Szerencsére azonban a legtöbb mellékhatás a stimuláció állításával megszüntethető és csak ritkán jelentkezik maradandó károsodás.

## A stimulátor részei

### Impulzusgenerátor
Az impulzusgenerátor (angolul: implantable pulse generator (IPG), neurostimulátor, „neuropacemaker”, stimulátor) a mélyagyi stimulátor egyik legfontosabb része, ami általában a kulcscsont alatti árokba kerül beültetésre. Tartalmazza az akkumulátort és az elektromos áram leadására szolgáló áramköröket. Mivel az impulzusgenerátor akkumulátora egyszer használatos, ezért annak kimerülését követően ki kell cserélni (a stimulációs értékektől függően 3-5 évente).
Magyarországon jelenleg kétfajta stimulátort alkalmaznak leggyakrabban:
- Soletra:

A Soletra típusú impulzusgenerátor csak egy elektródát képes ingerelni, ezért csak egyoldali stimulációra alkalmas. A Soletra esetében a stimulációs paramétereket csak a kezelőorvos képes állítani.
- Kinetra:

Egyszerre kettő elektródát képes ingerelni, ezért alkalmas a kétoldali stimulációra. Előnye, hogy a működését kevésbé befolyásolják külső elektromágneses terek, illetve a beteg is megtanítható a stimulációs paraméterek állítására a tünetei, illetve igényei függvényében. 
Az újratölthető akkumulátorral rendelkező generátorok klinikai alkalmazása csak most indult el, ezért hosszú távú tapasztalat nem áll rendelkezésre velük kapcsolatban.

### Elektróda
Az elektróda adja le a stimulátor által gerjesztett elektromos áramot az agyvelő meghatározott területére. Mélyagyi stimulációnál négypólusú elektródákat alkalmazunk, ami lehetővé teszi a stimulációs paraméterek igen változatos kombinálását. Az elektródákat a koponyacsonthoz egy speciálisan kiképzett műanyag „kupak” rögzíti, megakadályozva az elmozdulást. Az impulzusgenerátor cseréjekor az elektródát már nem kell cserélni.

### Összekötő kábel
Az összekötő kábel teremti meg a kapcsolatot az impulzusgenerátor és az elektróda között. Az összekötő kábel általában a fül mögött egy bőr alatti alagútban halad. Az impulzusgenerátor cseréjekor az összekötő kábelt általában már nem kell cserélni.

## A mélyagyi stimulátor beültetésének javallatai
Mozgászavarok tekintetében a mélyagyi stimulációt négy „klasszikus” betegségcsoport esetében alkalmazzák:
- Idiopátiás Parkinson-kór (ismeretlen eredetű Parkinson-kór)
- Esszenciális tremor

Egyelőre kísérleti stádiumban levő alkalmazási területek
- Tourette-szindróma
- Cluster-fejfájás
- Disztónia
- Epilepszia
- Obszesszív-kompulzív megbetegedés